# Benjamin Kayser
Benjamin Kayser (Parigi, 26 luglio 1984) è un ex rugbista a 15 francese che giocava nel ruolo di tallonatore. Nella sua carriera ha ottenuto 37 apparizioni con la maglia della Francia.

## Biografia
Kayser iniziò a giocare nel massimo campionato francese di rugby nel 2004 con lo Stade français. Dopo tre stagioni, culminate con la vittoria del Top 14 2006-07, si trasferì in Inghilterra per giocare con il Leicester; con la squadra inglese vinse la Premiership nel 2009 e in seguito fece ritorno allo Stade français. Nel frattempo, in occasione del tour in Australia del 2008, Kayser collezionò la sua prima presenza internazionale con la Francia affrontando il 28 giugno i padroni di casa dei Wallabies.
Tornato in Francia, Kayser dovette affrontare una dura concorrenza per un posto da titolare sia nello Stade Français prima sia nel Castres l'anno dopo. Dal 2011 gioca con il Clermont.

## Palmarès
- Campionati francesi: 2
Stade français: 2006-07
Clermont: 2016-17
- Premiership: 1
Leicester: 2008-09
- Challenge Cup: 1
Clermont: 2018-19